# Боцян, Иосиф Иванович
Иосиф Иванович Боцян (укр. Йосиф Іванович Боцян; 10 марта 1879 — 21 ноября 1926) — греко-католический священник, епископ Луцкий.
Родился в городе Буск. Учился во Львовской греко-католической духовной семинарии (1902—1905) и теологическом коллегиуме в Инсбруке (ныне город в Австрии). В 1904 году рукоположен в священники. В Институте святого Августина защитил докторскую диссертацию по теологии (1909). В 1910—1914 годах — ректор Львовской греко-католической духовной семинарии. В 1914 тайно рукоположен митрополитом А. Шептицким епископом ликвидированной царским правительством Луцкой греко-католической епархии. В 1914—1917 — в ссылке в Сибири.
В 1917 году участвовал в Первом и учредительном соборе Российского католического экзархата византийского обряда в Петрограде.
После освобождения не допущен польсской властью принять Луцке епархию. С 1925 года — епископ-помощник митрополита Шептицкого. Соредактор журналов «Католицький всхід», «Нива», «Богословія», автор статей по истории Церкви. Перевёл на украинский язык произведение Фомы Кемпийского «О подражании Христу».
Умер в городе Львов.